# Lumphini-Park

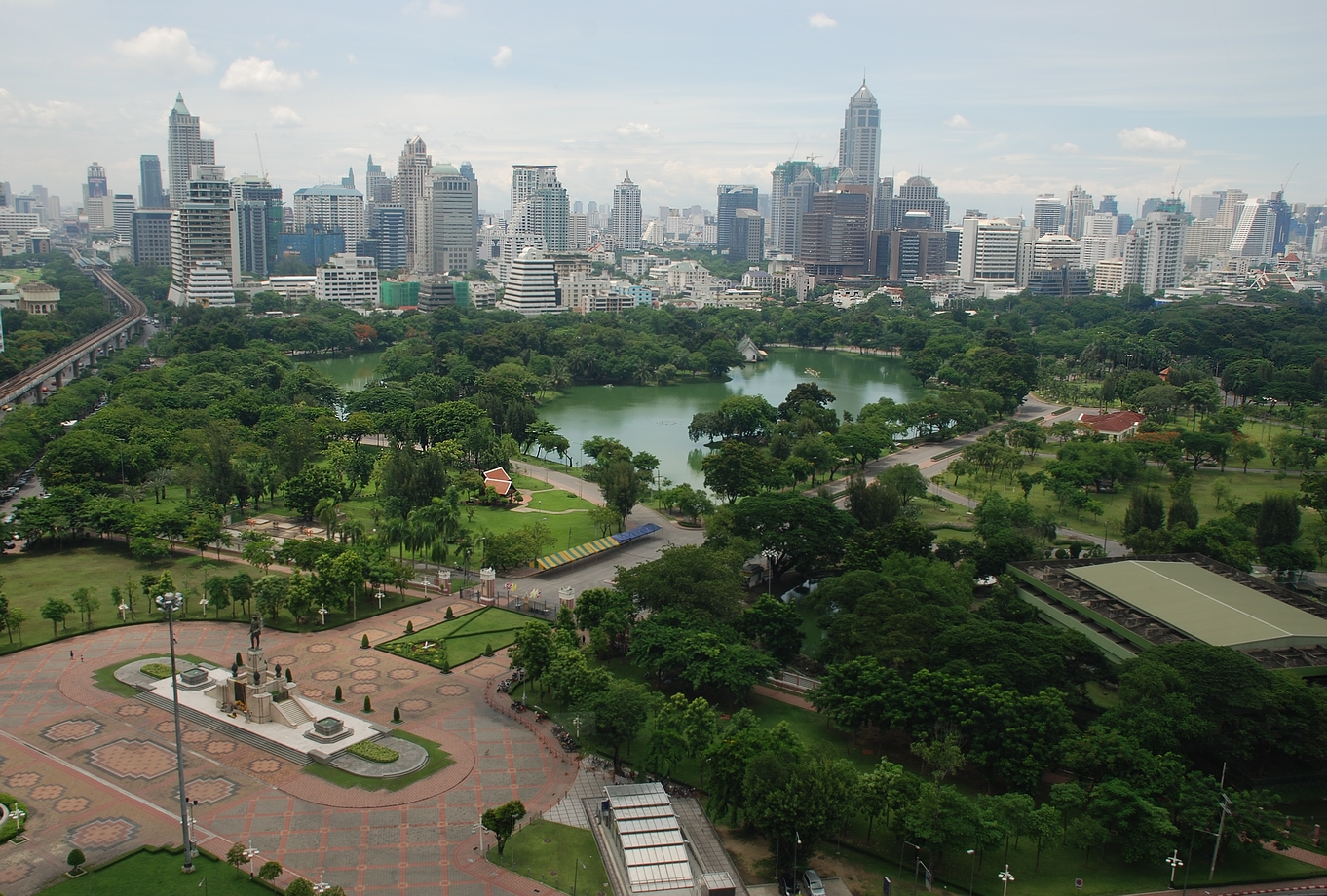
Der Lumphini-Park aus der Vogelperspektive. Vorne links die Statue Ramas VI., im Hintergrund die Hochhäuser von Pathum Wan

Der Lumphini-Park (thailändisch สวนลุมพินี, RTGS Suan Lumphini, kurz „Suan Lum“, andere Schreibweise: Lumpini, Lumpinee) ist der größte Park im Zentrum von Bangkok, der Hauptstadt von Thailand. Er liegt im Bezirk Pathum Wan und bildet selbst einen Unterbezirk (Khwaeng) dieses Stadtteils.

## Lage und Gestaltung

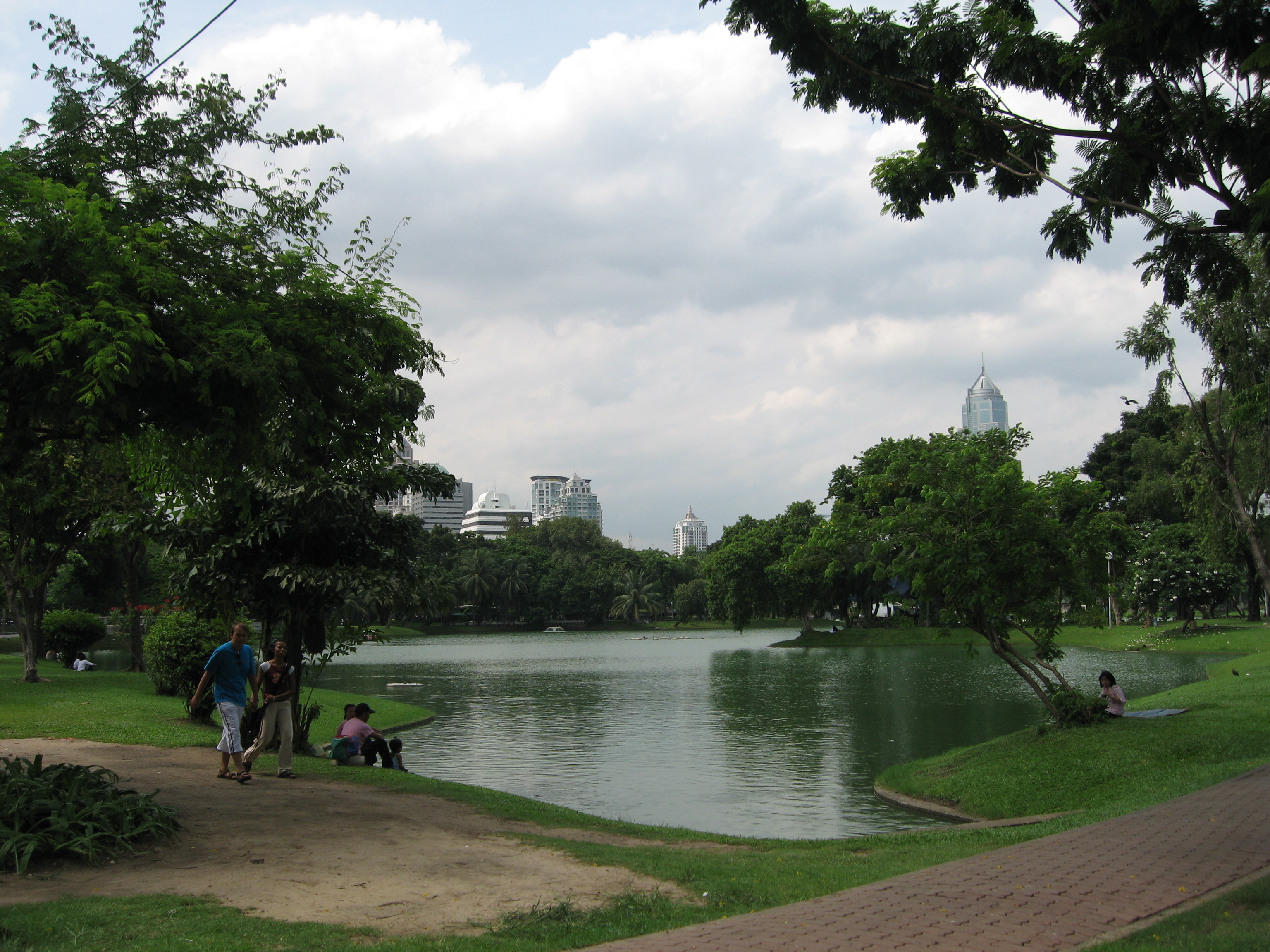
Im Lumphini-Park

Der Park umfasst etwa 360 Rai (576.000 Quadratmeter).
Der Park ist ummauert und enthält einen künstlichen See, der mit mietbaren Ruder- und Tretbooten befahren werden kann. Auch ein 2,5 Kilometer langer Trimm-Dich-Pfad mit vielen Geräten ist vorhanden, neben Hüpfhindernissen zum Beispiel auch Hanteln. Er bildet einen der wenigen Orte, an dem noch heute berittene Polizisten patrouillieren.
Die beste Besuchszeit ist am frühen Morgen vor 7 Uhr, wenn in der morgendlichen Kühle von den einheimischen Chinesen Tai Chi geübt wird. Wenn kurz vor Sonnenuntergang am Abend die Hitze wieder erträglich ist, wird von vielen Einwohnern der Umgebung unter Anleitung eines Vorturners mit flotter Musik Aerobic trainiert.
Im Winter werden im Palmengarten des Parks öffentliche Konzerte im Rahmen des „Concert in the Park“ aufgeführt, das unter anderem vom Bangkoker Sinfonieorchester gestaltet wird.

## Geschichte
Der Lumphini-Park wurde in den Zwanziger Jahren von König Rama VI. (Vajiravudh) auf königlichem Grundbesitz geschaffen. Eine Statue des Königs steht auch am südwestlichen Eingang zum Park; sie wurde am 27. März 1942 enthüllt. Das Gelände ist nach Lumbini, dem Geburtsort des Buddha in Nepal, benannt. Zur Zeit seiner Gründung lag der Park am Außenrand der Hauptstadt. Heute liegt er in der Innenstadt im belebtesten Geschäftsbezirk Bangkoks an der Nordseite der Rama-IV.-Straße zwischen der Ratchadamri- und Witthayu-Straße („Wireless Road“) und wird täglich von zahlreichen Menschen aufgesucht.
Hier befanden oder befinden sich die erste öffentliche Bibliothek Bangkoks und der erste öffentliche Tanzsaal.

## Galerie

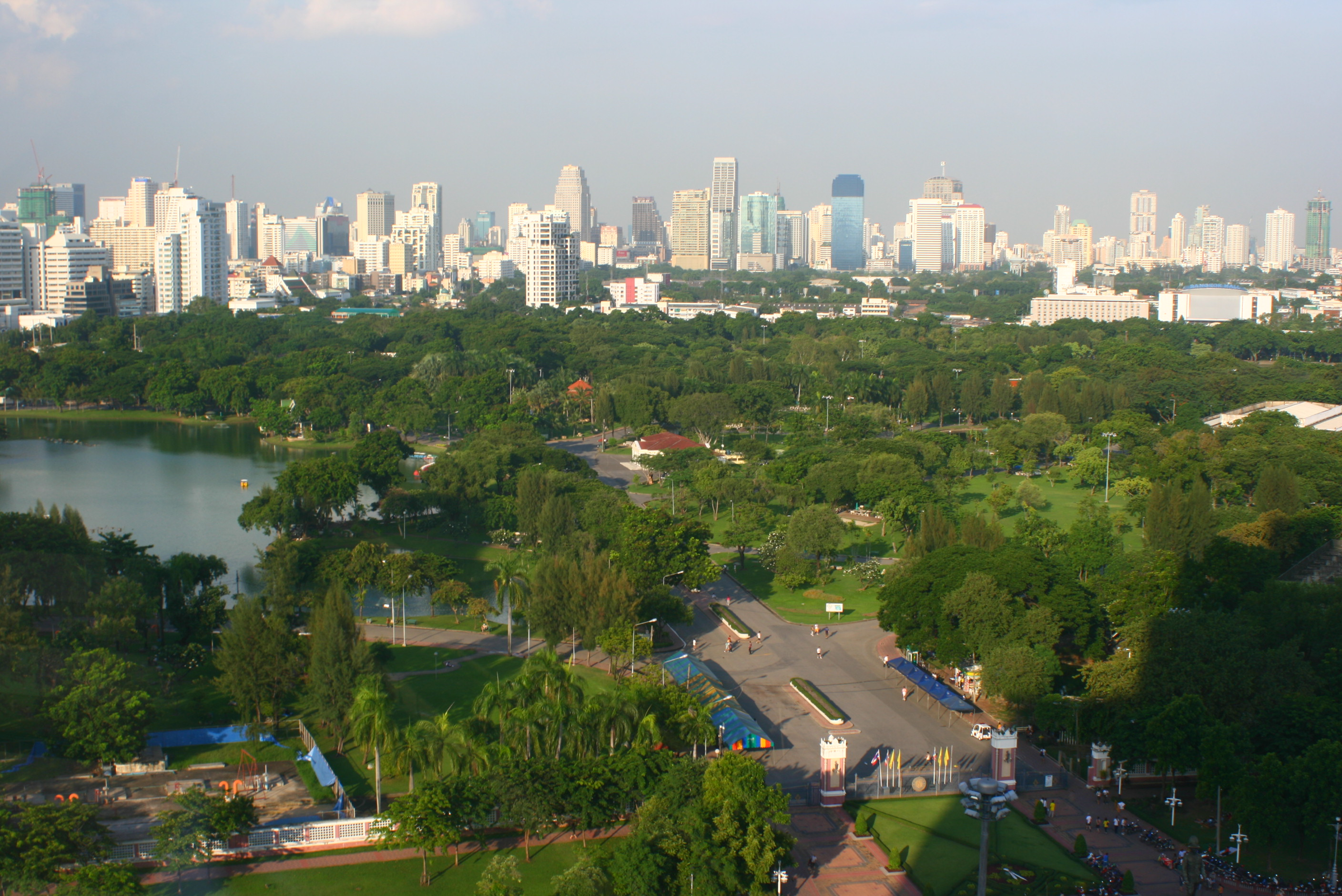
Blick über den Lumphini-Park
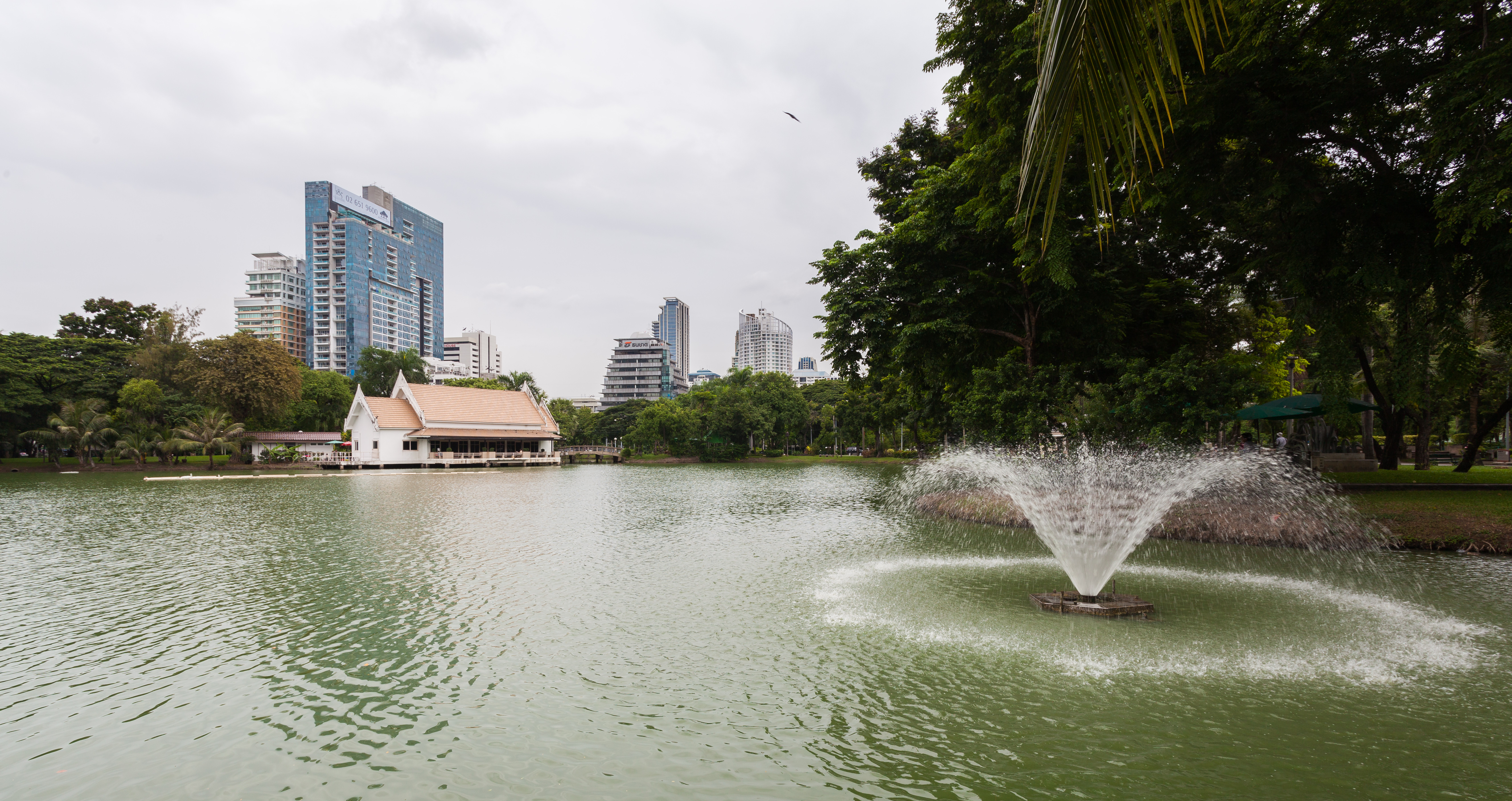
Der See im Lumphini-Park
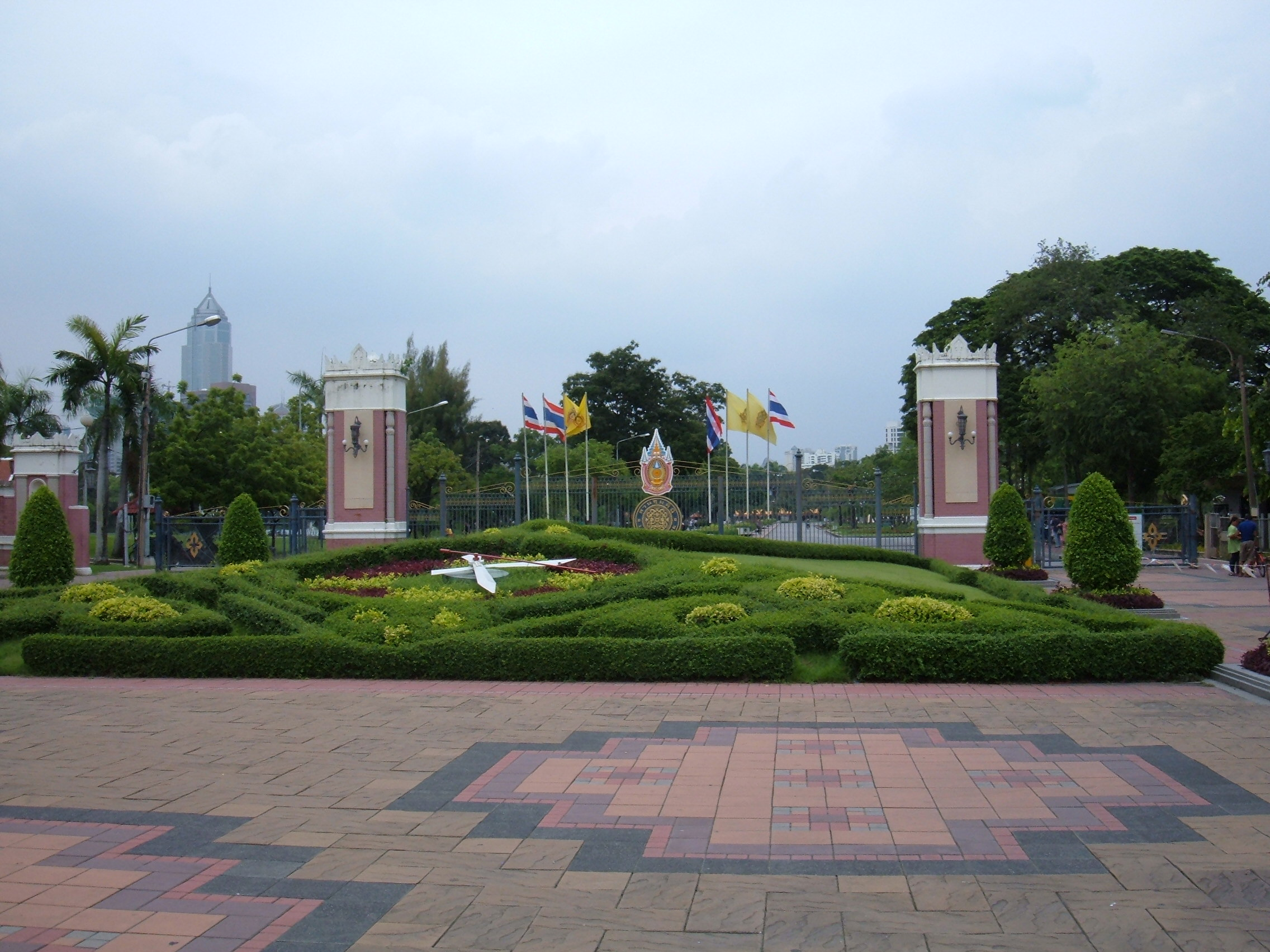
Haupteingang am südwestlichen Ende
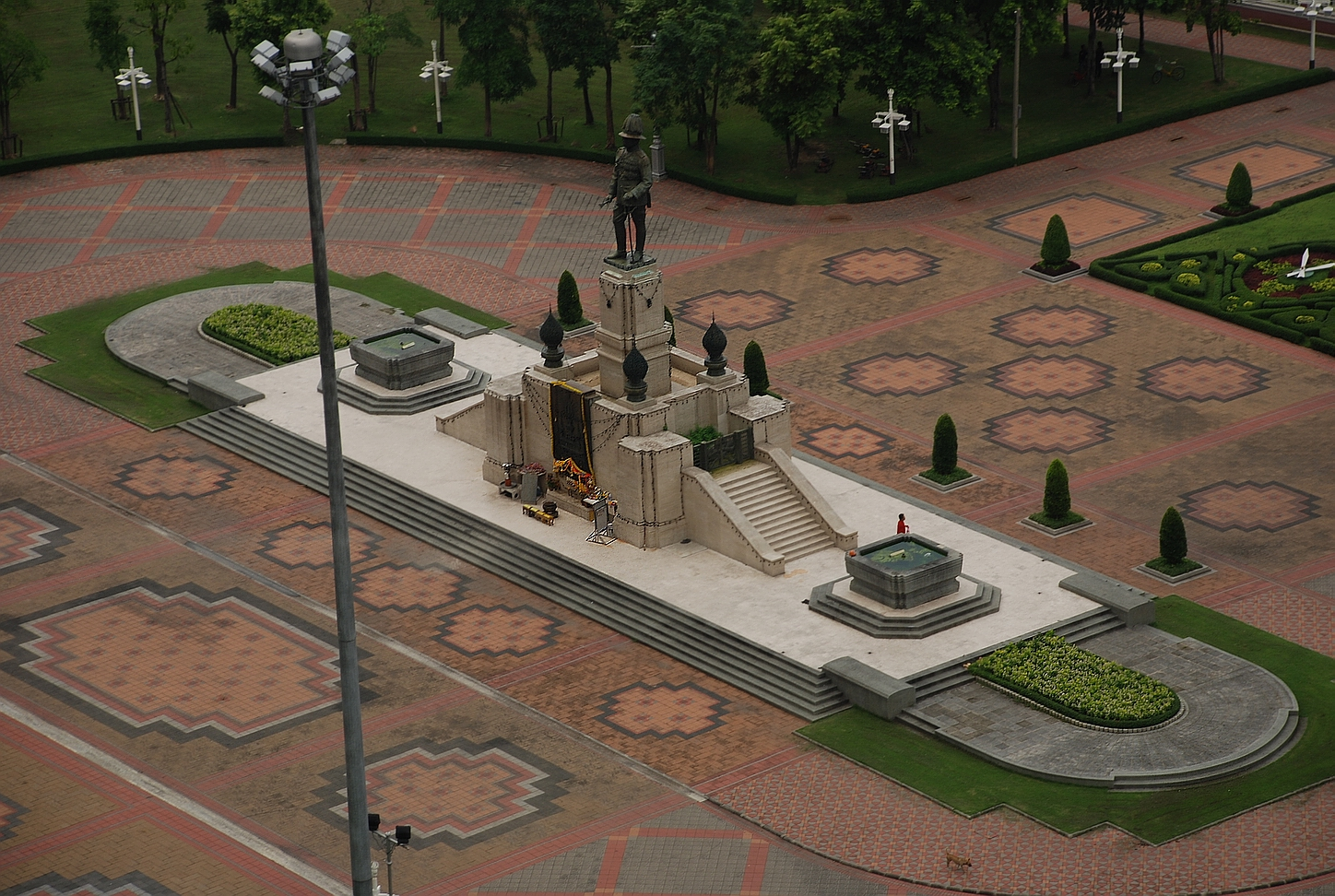
Statue von König Rama VI. (Vajiravudh) vor dem südwestlichen Parkeingang
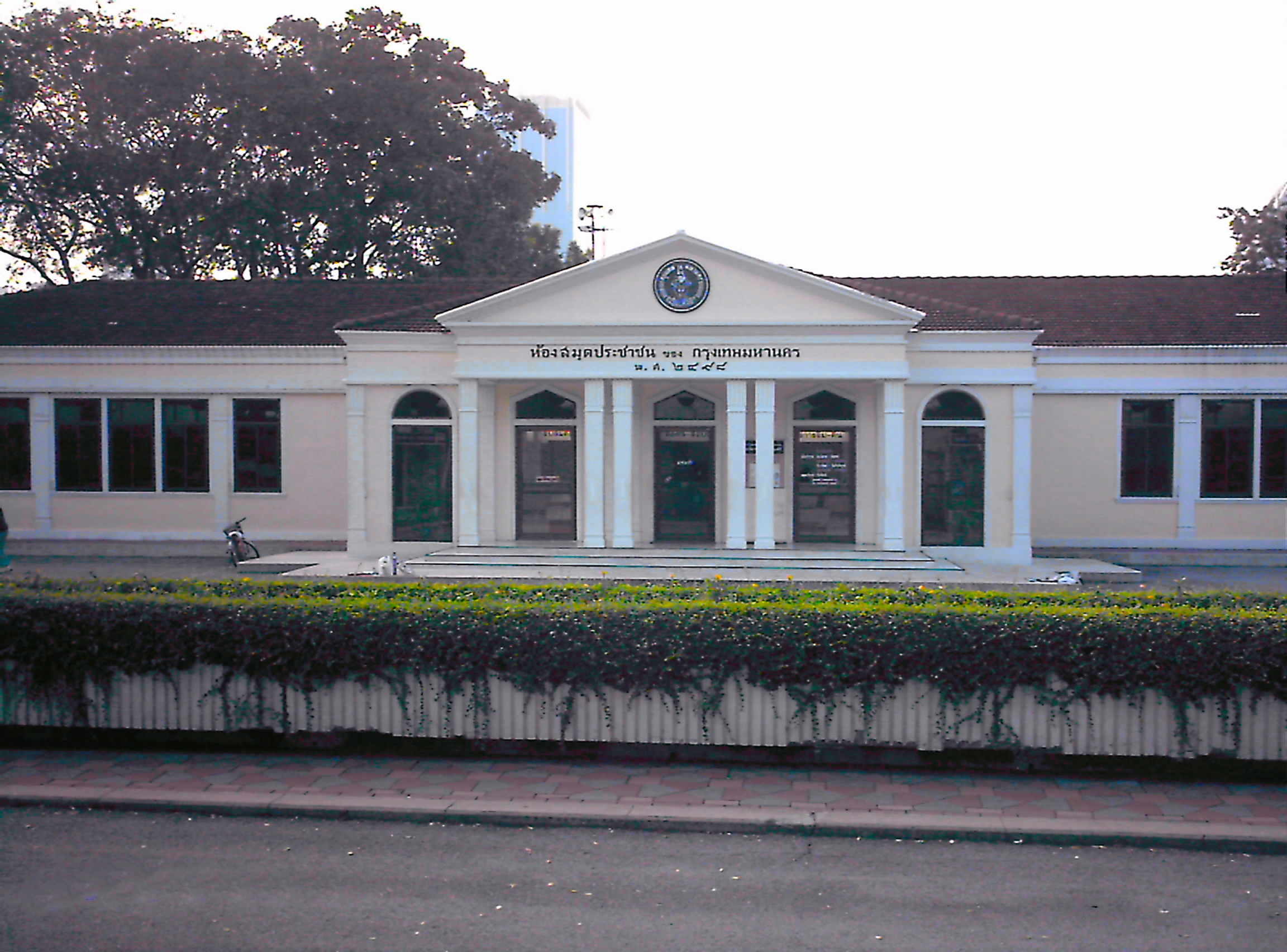
Volksbibliothek Bangkok
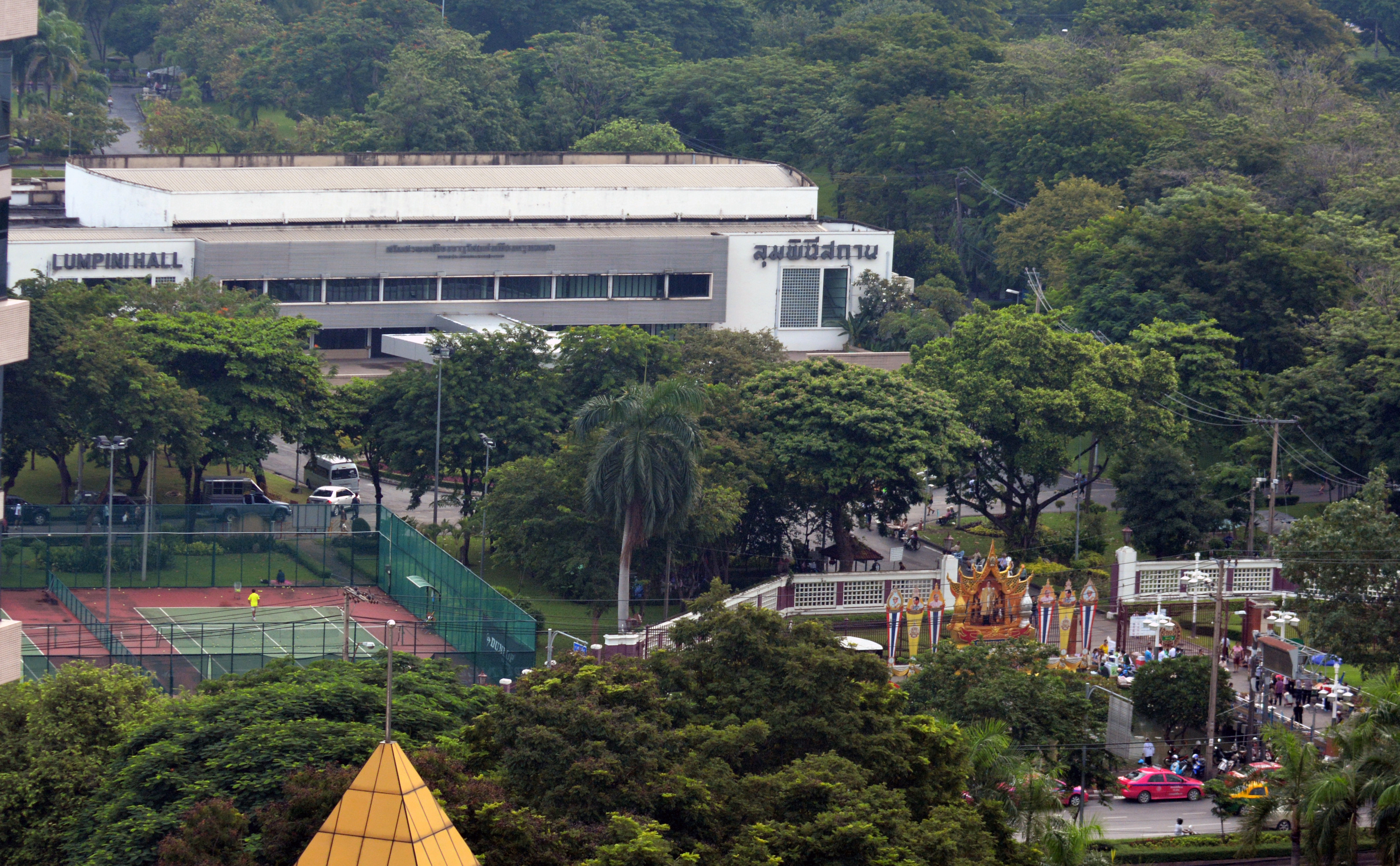
Sportanlage im Lumphini-Park